# خوزه آنتونیو کولبرا
خوزه آنتونیو کولبرا (انگلیسی: José Antonio Culebras؛ زادهٔ ۱۶ ژانویهٔ ۱۹۷۹) بازیکن فوتبال اهل اسپانیا است.
از باشگاه‌هایی که در آن بازی کرده‌است می‌توان به باشگاه فوتبال لوانته، باشگاه ورزشی تنریف، و باشگاه فوتبال نومانسیا اشاره کرد.